# Финалиссима
Финали́ссима (исп. Finalísima) — официальный футбольный турнир, состоящий из одного матча, в котором встречаются победители Чемпионата Европы и Кубка Америки. Турнир учреждён совместно УЕФА и КОНМЕБОЛ в рамках обновлённого партнёрства между двумя конфедерациями. Является реорганизацией Кубка Артемио Франки, последний розыгрыш которого был проведён 29 лет назад.

## История
С первой инициативой провести матч между победителями Чемпионата Европы и Кубка Америки вышла Конфедерация футбола Южной Америки, предложившая матч УЕФА уже через два дня после победы Аргентины на Кубке Америки 2021.
В середине декабря 2021 года, УЕФА и КОНМЕБОЛ подписали Меморандум о взаимопонимании до 2028 года, в котором учредили матч победителей Евро и Кубка Америки.
Первоначальное соглашение рассчитано на три финала, начиная с 2022 года.
В матче Аргентина-Италия победу одержала сборная Аргентины со счётом 3:0. Тем самым став первым победителем турнира в новой истории.

### Кубок Артемио Франки
Предшественником Финалиссимы был Кубок Артемио Франки, который состоял из одного матча с участием действующих чемпиона Европы и Южной Америки и, по замыслу ФИФА, должен был проходить раз в четыре года в канун чемпионата мира.
На первом Кубке Артемио Франки сильнейшего выявляли победитель чемпионата Европы 1984 года сборная Франции и победитель Кубка Америки 1983 года сборная Уругвая.
На втором и последнем кубке играли чемпион Европы 1992 года сборная Дании и победитель Кубка Америки 1991 года сборная Аргентины.